# 絕緣電阻測試
絕緣電阻測試是測試和檢驗電氣設備的絕緣性能的常規手段，同時也是高壓絕緣試驗的預備試驗。和耐壓測試相似，它是把最高可達1000V的直流電壓施加到需要測試的兩點。絕緣電阻測試的結果通常是以兆歐姆爲單位的電阻值，而不是像耐壓測試以Pass / Fail 來表示測試結果。一般典型絕緣電阻測試電壓爲500V 直流，而其絕緣電阻的值不得低於幾兆歐姆。